# Ерлинг Холанд
Ерлинг Браут Холанд (на норвежки: Erling Braut Haaland [ˈhòːlɑn], роден Håland) (правилно произношение: Ерлинг Холан) е норвежки професионален футболист, играещ като нападател за английския Манчестър Сити и националния отбор на Норвегия. Считан е за един от най-добрите нападатели за своето поколение.
Холанд започва кариерата си в Брюне през 2016 г. а по-късно играе за Молде, където прекарва две години. През януари 2019 г. подписва 5-годишен договор с австрийския Ред Бул Залцбург. В изданието на Шампионска лига 2019/20 става първият тийнейджър, вкарал в пет последователни мача и вторият, отбелязал 10 гола в турнира. С отбора на Залцбург печели титлата в Австрийската Бундеслига и купата на Австрия. На 29 декември 2019 г, Холанд преминава в състава на Борусия Дортмунд срещу €20 милиона.
Въпреки че може да играе за националния отбор на Англия, Холанд избира Норвегия. След световното за младежи под 20 години, в което печели златната обувка, Холанд прави дебюта си за мъжкия отбор на страната през септември 2019 г.

## Биография
Холанд е роден на 21 юли 2000 г. в Лийдс, Англия, където баща му играе по това време.

## Клубна кариера

### Брюне
Холанд се присъединява към школата на ФК Брюне. По време на сезон 2015/2016 г. Холанд играе за резервния ФК Брюне 2, където впечатлява с 18 гола в 14 мача. Представянето му за резервния отбор води до дебюта му на 15-годишна възраст на 12 май 2016 г. в мач срещу Ранхейм Фотбал. Докато е в Брюне, Холанд преминава през неуспешен тестов период в германския ТШГ 1899 Хофенхайм. Холанд изиграва 16 мача за Брюне.

### Молде
На 1 февруари 2017 г. ФК Молде обявява привличането на Холанд, където негов треньор е Оле Гунар Солскяер. Холанд прави дебюта си на 26 април 2017 г. в мач от норвежката лига срещу Волда. Дебютът му в лигата идва на 4 юни 2017 г., когато се появява като резерва в 71-та минута срещу Сарпсборг 08 ФФ. Той получава жълт картон след 65 секунди на терена. Холанд вкарва победния гол в 77-та минута, който се превръща в дебютния му в норвежката висша лига. Холанд вкарва втория си гол в лигата за сезона на 17 септември, победен гол срещу ФК Викинг в мач с краен резултат на 3:2. След мача Холанд получава критики от съотборника си Бьорн Сигурдсон за начина, по който празнува попадението си пред феновете на ФК Викинг. Холанд приключва първия си сезон с 4 гола в 20 мача.

#### 2018
На 1 юли 2018 г. Холанд вкарва 4 гола срещу СК Бран в първите 21 минути на мача, осигурявайки крайната победата на отбора си с 4:0 над непобедения дотогава лидер в лигата. Хеттрикът е отбелязан за 11 минути и 4 секунди. Скаут на Манчестър Юнайтед присъства на мача. След края на мача мениджърът на ФК Молде, Уле Гюнар Сулшер сравнява стила на Холанд с този на Ромелу Лукаку и разкрива, че клубът е отхвърлил няколко оферти за него.
В следващия мач на 8 юли Холанд продължава головата си серия с две попадения и асистенция в победа с 5:1 срещу Волеренга Фотбал. Холанд вкарва за победата на Молде срещу КФ Ляч в мач от Лига Европа на 26 юли. Заради изкълчен глезен, Холанд не взима участие в последните три мача на отбора в норвежката лига. Заради представянето си през 2018 г. Холанд е избран за млад играч на сезона. Той завършва сезона като топ реализатора на Молде с 16 гола в 30 мача във всички турнири.

### Ред Бул Залцбург
На 19 август 2018 г. австрийският Ред Бул Залцбург обявява, че Холанд ще се присъединява към клуба на 1 януари с 5-годишен договор. На 19 юли Холанд вкарва първия си хеттрик за клуба при победа със 7:1 в мач от турнира за австрийската купа срещу Парндорф. Първият хеттрик на Холанд в лигата идва на 10 август при победа с 5:2 над Волфсбергер АК. Холанд отбелязва третия си хеттрик за Залцбург на 14 септември при победа със 7:2 срещу ТШФ Хартберг. В лигата Холанд отбелязва 11 гола в първите си 7 мача, а в Шампионската лига бележи при дебюта си в турнира срещу КРК Генк. Мачът приключва с победа на Залцбург и краен резултат 6:2.
Впоследствие Холанд се превръща във втория тийнейджър в историята на Шампионската лига, отбелязал в първите си три мача. Той също така става и първият играч вкарал шест гола в първите си три мача в турнира. По-късно след гола му срещу Наполи се превръща в първия тийнейджър вкарал в четири последователни мача в турнира, изравнявайки постиженията на Зе Карлос, Алесандро Дел Пиеро и Диего Коста. На 27 ноември той отбелязва още един гол срещу Генк, достигайки пет поредни мача и се превръща в шестия играч в историята с такова постижение.

### Борусия Дортмунд
Холанд преминава в състава на Борусия Дортмунд няколко дни преди януарския трансферен прозорец за сума от около €20 милиона, подписвайки договор за четири години и половина. Дебюта си той прави срещу отбора на ФК Аугсбург на 18 януари, 2020 г, влизайки като резерва в 56-ата минута и отбелязвайки хеттрик за 23 минути. Крайният резултат на срещата е 5:3. Холанд се превръща във втория играч на Борусия в историята, вкарал три гола в дебюта си в Първа Бундеслига след Пиер-Емерик Обамеянг. По време на втория му мач за Борусия на 24 януари срещу местния съперник ФК Кьолн, Холанд отново влиза като резерва в 65-ата минута. Той отбелязва 2 гола, помагайки за победата с 5:1. Холанд става първият играч в Бундеслигата, отбелязал пет гола в първите си два мача, както и играча, вкарал пет попадения за най-кратко време (56 минути). На 18 февруари, Холанд вкарва и двата гола за отбора си при победа с 2:1 срещу Пари Сен Жермен в първия мач от 16-на финалите на Шампионска лига.

## Международна кариера
Въпреки че може да играе за националния отбор на Англия, Холанд избира Норвегия и я представя в множество възрастови групи. С отбора на Норвегия до 19 години на 27 март 2018 г, Холанд отбелязва хеттрик срещу Шотландия при победа с 5:4. Победата осигурява класирането на Норвегия на Европейско първенство по футбол за юноши до 19 г..
На 22 юли Холанд отбелязва 9 гола при победата на норвежкия отбор до 20 години срещу отбора на Хондурас в мач от Световното първенство в Люблин, Полша. Това се превръща в най-голямата победа за отбора на Норвегия и съответно най-голямото поражение за състава на Хондурас. Въпреки че Норвегия отпада още в групите и Холанд не отбелязва в друг мач, той печели златната обувка на турнира.
След впечатляващото си представяне на Световното първенство до 20 години, добро представяне със Залцбург и шест гола в първите си четири мача в австрийската лига на 28 август, Холанд е повикан от Ларш Лагербек в мъжкия отбор за мачовете срещу Малта и Швеция в квалификационните срещи. Той прави дебюта си на 5 септември срещу отбора на Малта.

## Стил на игра
Известен със своето експлозивно ускорение и темпо, позициониране, сила и прецизно движение без топка, Холанд често успява да се озове в голова позиция след спринт зад защитниците. Също така бързо успява да забележи кога опонентите му са концентрирани другаде и да заеме позиция. В кратката си кариера, Холанд се доказва като умел нападател, успявайки да вкара със силни удари от дистанция, голове от близо след прецизно движение, голове при позиция сам срещу вратаря и голове с глава.
Като отборен играч Холанд успява бързо и инстинктивно да чете играта. Стратегическото му движение по терена открива пространства в противниковата защита и помага на съотборниците му да отбележат.

## Личен живот
Холанд е син на бивш футболист. Баща му, Алф-Инге Холанд играе като защитник за отборите на Нотингам Форест, Лийдс Юнайтед и Манчестър Сити. Ерлинг се ражда в Лийдс и е фен на местния отбор. В интервю за норвежкия вестник Aftenposten през февруари 2017 г., той споделя, че „мечтата му е да спечели английската висша лига с отбора на Лийдс.“ Холанд и семейството му се местят в Брюне, когато е на три години.